# Xanthorhoe sublesta
Xanthorhoe sublesta är en fjärilsart som beskrevs av Louis Beethoven Prout 1933. Xanthorhoe sublesta ingår i släktet Xanthorhoe och familjen mätare. Inga underarter finns listade i Catalogue of Life.